# 羅傑·凱斯
羅傑·馬丁·凱斯（英語：Roger Martin Kyes，1906年3月6日—1971年2月14日），生於美國克里夫蘭，美國企業家，曾任通用汽車副執行長，1953年至1954年間，曾擔任美国国防部副部长。

## 生平
羅傑·凱斯最早在克里夫蘭，創立一間農業機具公司，是弗格森公司（Ferguson Company）的供應商。1940年，哈里·弗格森（Harry Ferguson）邀請他加入弗格森公司，擔任執行副總裁，凱斯因此搬到了密西根州的迪尔伯恩。
1940年代，羅傑·凱斯加入通用汽車。
1953年，美國艾森豪總統，提名通用汽車總裁查理·厄文·威爾遜擔任國防部長，羅傑·凱斯也隨同到國防部，擔任美国国防部副部长。